# Просто разом (фільм)
«Просто разом» (фр. Ensemble, c'est tout) — французький фільм режисера, сценариста і продюсера Клода Беррі. У головних ролях Одрі Тоту та Гійом Кане. Стрічку створено на основі роману «Просто разом» Анни Гавальди.

## Сюжет
Самотня прибиральниця Камілла (Одрі Тоту) живе в мансарді старого паризького будинку. Одного разу вона знайомиться з мешканцем розкішної нижньої квартири, сором'язливим заїкою Філібером (Лоран Стоккер). Коли Камілла захворює на грип, Філібер переселяє дівчину до себе, але навіть не намагається завести з нею роман. Замість цього у Камілли починаються стосунки з іншим квартирантом Філібера, зухвалим кухарем Франком (Гійом Кане).

## У ролях
- Одрі Тоту — Камілла
- Гійом Кане — Франк
- Лоран Стоккер — Філібер
- Франсуаз Бертен — Полетт